# Tanjev Schultz

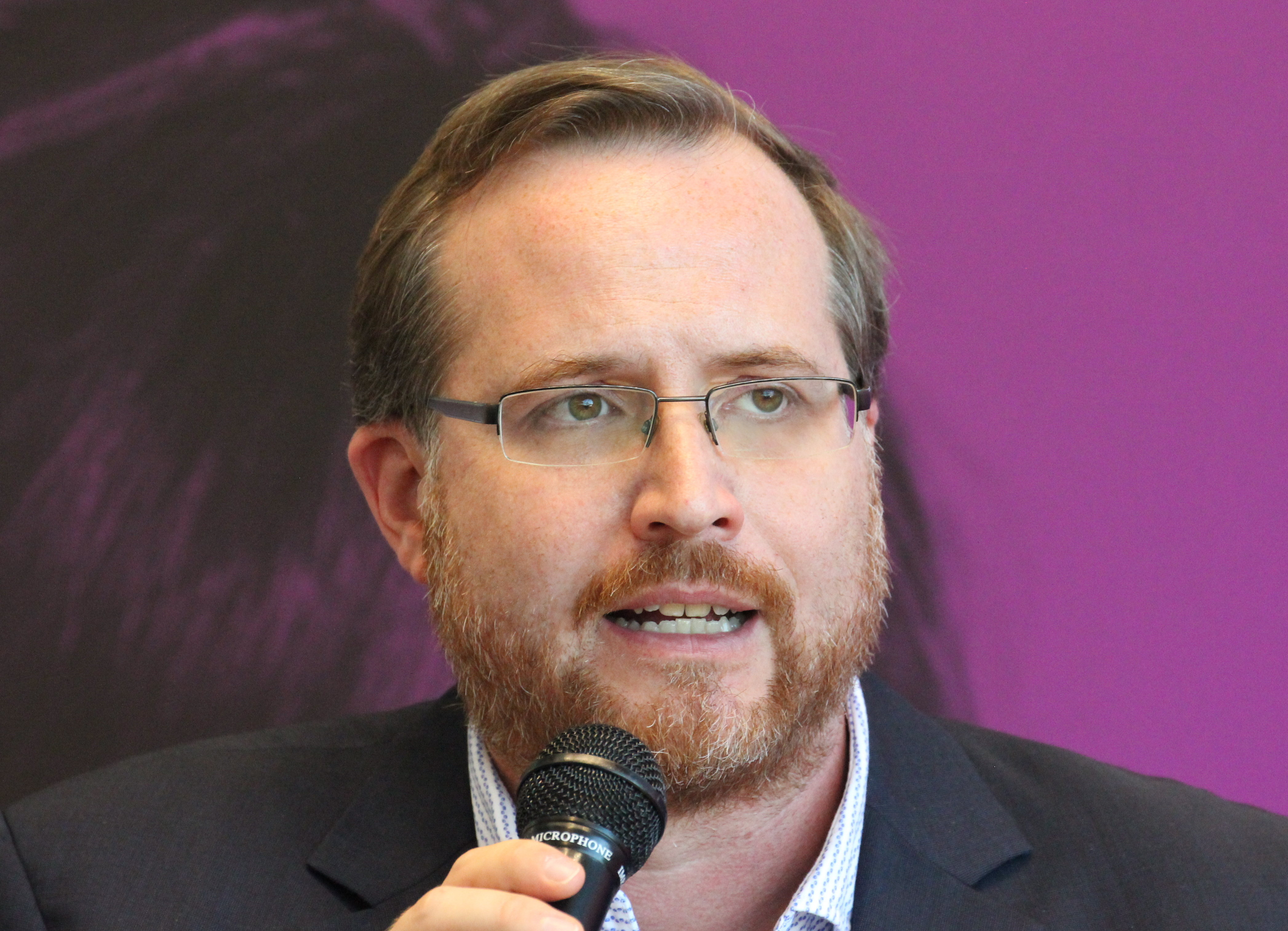
Tanjev Schultz auf der Frankfurter Buchmesse 2018

Tanjev Schultz (* 13. Mai 1974 in Berlin) ist ein deutscher Hochschullehrer, Journalist und Publizist. Der frühere Redakteur der Süddeutschen Zeitung ist seit 2016 Professor für Journalistik an der Johannes Gutenberg-Universität Mainz. Zu seinen Themenschwerpunkten gehören die Qualität und Ethik des Journalismus. Publizistisch ist er auch durch Bücher und Interviews über den Rechtsextremismus und die deutschen Sicherheitsbehörden hervorgetreten.
Im Herbst 2017 war er Gastwissenschaftler in den USA an der University of Memphis, im Sommer 2021 an der University of California in Berkeley.

## Leben
Schultz erwarb sein Abitur an der Thomas-Mann-Schule in Lübeck, anschließend studierte er nach dem Zivildienst Philosophie, Psychologie, Kommunikationswissenschaft, Politikwissenschaft und Neuere deutsche Literaturwissenschaft an der Freien Universität Berlin, der FernUniversität in Hagen und der Indiana University Bloomington. Er erwarb einen deutschen Magister- und einen US-amerikanischen Master-Abschluss. An der Universität Bremen wurde er in Politikwissenschaft mit der Dissertation Geschwätz oder Diskurs? Die Rationalität politischer Talkshows im Fernsehen zum Dr. rer. pol. promoviert. Am Institut für Interkulturelle und Internationale Studien der Universität Bremen war er vier Jahre wissenschaftlicher Mitarbeiter und u. a. beteiligt an einer von der Deutschen Forschungsgemeinschaft (DFG) geförderten Studie über Identitäten türkischer Einwanderer. Schultz war Mitarbeiter im Arbeitsbereich des Soziologen und Professors für politische Theorie Bernhard Peters. In seiner Promotionsphase wurde Schultz von Peters und dem Kommunikationswissenschaftler Hartmut Wessler betreut. Wie die beiden bezieht sich Schultz in seinen Arbeiten häufig auf die Theorie einer deliberativen Demokratie, die unter anderem von Jürgen Habermas geprägt wurde.
Während und nach dem Studium arbeitete Schultz als freier Journalist und Hospitant u. a. für den Spiegel, den Tagesspiegel, das Berliner Stadtmagazin Zitty und den WDR. Er war nach einem Volontariat ab 2005 Redakteur, zuständig für Bildungs- und Hochschulpolitik, bei der Süddeutschen Zeitung sowie Mitherausgeber der Reihe „Pädagogische Streitschriften“ und Autor mehrerer Bücher, u. a. zur Plagiatsaffäre Guttenberg. Gemeinsam mit seinem Kollegen Roland Preuß hatte er als Erster über die Plagiate in der Doktorarbeit des damaligen Bundesverteidigungsministers Karl Theodor zu Guttenberg geschrieben und damit dessen Plagiatsaffäre ausgelöst. Als bildungspolitischer Redakteur berichtete Schultz in zahlreichen Artikeln u. a. über die Pisa-Studien und über die Missbrauchsfälle an der Odenwaldschule.
Ab 2012 schrieb Schultz für die Süddeutsche Zeitung schwerpunktmäßig über Themen der Inneren Sicherheit, vor allem über den Terrorismus des „Nationalsozialistischen Untergrunds“ (NSU). Er begleitete die NSU-Untersuchungsausschüsse im Bundestag und den Landtagen und berichtete regelmäßig aus dem NSU-Prozess am Oberlandesgericht München. Schultz gehörte mit Annette Ramelsberger, Wiebke Ramm und Rainer Stadler zu einem Team, das zu jedem NSU-Prozessjahr Protokolle im SZ-Magazin veröffentlichte. Auf mehr als 2000 Seiten dokumentierte das Team den NSU-Prozess auch in Buchform, publiziert im Kunstmann-Verlag und von der Bundeszentrale für politische Bildung. In einer Monographie legte Schultz zudem eine Geschichte des NSU und des staatlichen Versagens im NSU-Komplex vor, zudem veröffentlichte er einen Sammelband zum Thema, der u. a. Beiträge von Seda Başay-Yıldız, Stephan J. Kramer, Mehmet Daimagüler und Clemens Binninger enthält.
Schultz arbeitete bei der SZ eng mit der Online-Redaktion und dem Investigativressort zusammen und war an Rechercheprojekten und -serien beteiligt, unter anderem zur Arbeit der Geheimdienste (Geheimer Krieg) sowie der Arbeit zu Swiss-Leaks.
Schultz nahm einen Ruf auf eine reguläre Professur am Journalistischen Seminar der Johannes Gutenberg-Universität Mainz an, in dem er seit Februar 2016 forscht und lehrt. Das Seminar gehört zum Mainzer Institut für Publizistik. Mit einem Forschungsteam veröffentlicht er regelmäßig Daten zum Vertrauen der Bevölkerung in die Medien. Nebenher arbeitet er weiter als Autor journalistischer Beiträge und Bücher. Er gehört u. a. zur Jury des Deutschen Journalistenpreises, des Herbert-Riehl-Heyse-Preises sowie zur Jury des Medium Magazins für die „Journalistinnen und Journalisten des Jahres“.
Gemeinsam mit dem Journalisten Frederik Obermaier veröffentlichte er 2017 ein Buch über den Ku-Klux-Klan in Deutschland, 2018 erschien Schultz’ Gesamtdarstellung der rechtsextremen Terrorgruppe Nationalsozialistischer Untergrund (NSU). In Presse und Rundfunk gab er zahlreiche Interviews zu diesen Themen und allgemein zum Rechtsextremismus und zu den deutschen Sicherheitsbehörden, u. a. bei Kulturzeit (3Sat) und im Deutschlandfunk. 2019 beteiligte er sich mit einem Beitrag an einem Sammelband über rechtsradikale Umtriebe im Sicherheitsapparat. In Zusammenarbeit mit der University of Oxford brachte Schultz ebenfalls 2019 eine Studie über die Suche von Redaktionen nach journalistischen Talenten heraus.
Schultz veröffentlichte Aufsätze in diversen Fachzeitschriften, unter anderem in der Zeitschrift für Soziologie, Journalism, Journalism Practice, der Publizistik, dem Journal of Computer-Mediated Communication, der Zeitschrift für Rechtsextremismusforschung sowie Journalism & Mass Communication Quarterly. Seit 2018 gibt er gemeinsam mit Horst Pöttker und weiteren die Fachzeitschrift Journalistik (Journalism Research) heraus. Er ist Mitherausgeber der Buchreihe Perspektiven auf Gesellschaft und Politik im Kohlhammer-Verlag, in dem er auch ein Lehrbuch über Medien und Journalismus veröffentlichte.

## Auszeichnungen
- 2008: DeGEval-Medienpreis (Gesellschaft für Evaluation)[35]
- 2010: Emma-Journalistinnen-Preis, Kategorie: Männerpreis[36]
- 2011: Shortlist Henri-Nannen-Preis, Kategorie Reportage (Egon-Erwin-Kisch-Preis)
- 2012: Goethe-Preis für wissenschafts- und hochschulpolitischen Journalismus[37]
- 2013: Universitas-Preis für Wissenschaftsjournalismus[38]
- 2014: Lead Award (Gold) in der Kategorie „Beitrag des Jahres“ (Team SZ-Magazin zu NSU)[39]
- 2014: Shortlist Henri-Nannen-Preis, Kategorie „Investigation“[40]
- 2015: Lead Award (Bronze) in der Kategorie „Beitrag des Jahres“[41]
- 2016: Lead Award (Bronze) in der Kategorie „Beitrag des Jahres“[42]
- 2018: „Würdigende Hervorhebung“ beim Richard-Schmid-Preis
- 2018: „Journalisten und Journalistinnen des Jahres“ (als „Team des Jahres“), Medium Magazin[43]
- 2019: Nannen-Preis (Sonderpreis) für die Berichterstattung über den NSU-Prozess in den Jahren 2013–2018[44]
- 2020: Publicissimus-Preis für Engagement in der Lehre (vergeben von Mainzer Studierenden)[45]
- 2020: Kasseler Demokratie-Impuls[46]

## Schriften (Auswahl)
- Geschwätz oder Diskurs? Die Rationalität politischer Talkshows im Fernsehen. von Halem, Kön 2006, ISBN 978-3-938258-24-8.
- mit Roland Preuß: Guttenbergs Fall. Der Skandal und seine Folgen für Politik und Gesellschaft. Gütersloher Verlagshaus, Gütersloh 2011, ISBN 978-3-579-06672-1.
- Schule ohne Angst. Wie eine Pädagogik mit Herz Wirklichkeit werden kann. Herder, Freiburg im Breisgau u. a. 2012, ISBN 978-3-451-30420-0.
- Hrsg. mit Klaus Hurrelmann: Bildung und Kleinstaaterei. Brauchen wir mehr Zentralismus? (= Pädagogische Streitschriften). Beltz Juventa, Weinheim u. a. 2012, ISBN 978-3-7799-2751-8.
- Hrsg. mit Klaus Hurrelmann: Die Akademiker-Gesellschaft. Müssen in Zukunft alle studieren? (= Pädagogische Streitschriften). Beltz Juventa, Weinheim u. a. 2013, ISBN 978-3-7799-2753-2.
- mit Frederik Obermaier: Kapuzenmänner. Der Ku-Klux-Klan in Deutschland. dtv, München 2017, ISBN 978-3-423-26137-1.
- Hrsg. mit Karl N. Renner, Jürgen Wilke: Journalismus zwischen Autonomie und Nutzwert. von Halem, Köln 2017, ISBN 978-3-7445-1133-9.
- NSU. Der Terror von rechts und das Versagen des Staates. Droemer, München 2018, ISBN 978-3-426-27628-0.
- Mit Annette Ramelsberger, Rainer Stadler, Wiebke Ramm (Hrsg.): Der NSU-Prozess. Das Protokoll. Verlag Antje Kunstmann, München 2018, ISBN 978-3-95614-095-2
- als Hrsg. und Mitautor: Was darf man sagen? Meinungsfreiheit im Zeitalter des Populismus. Kohlhammer, Stuttgart 2020, ISBN 978-3-17-038304-3
- als Hrsg. und Mitautor: Auf dem rechten Auge blind?: Rechtsextremismus in Deutschland (= Perspektiven auf Gesellschaft und Politik). Kohlhammer, Stuttgart 2021, ISBN 978-3-17-040064-1.
- als Hrsg. und Mitautor: „Nationalsozialistischer Untergrund“ – Zehn Jahre und kein Schlussstrich. Kohlhammer, Stuttgart 2021, ISBN 978-3-17-039620-3
- mit Volker Wolff, Sabine Kieslich: Zeitungs- und Zeitschriftenjournalismus. Schreiben für Print und Online. Herbert von Halem Verlag, Köln 2021, ISBN 978-3-7445-2053-9
- Medien und Journalismus. Einfluss und Macht der Vierten Gewalt. Kohlhammer, Stuttgart 2021, ISBN 978-3-17-037737-0